# HD 95086 b
HD 95086 b是一顆年齡介乎1,000至1,700萬年的太陽系外行星，母恆星是位於船底座的A型主序前星HD 95086，距離地球90秒差距（296光年）。該行星發現至今可能是直接攝影法發現的系外行星中質量最低的。

## 概要
HD 95086 b的質量大約是木星的5倍，軌道半長軸56天文單位。天文學家使用甚大望遠鏡的 NACO 儀器以直接攝影的方式在紅外線波段影像中發現了該行星。天文學家在這個行星系統周圍以次毫米波的波段發現了岩屑盤，但在影像中並未被解析出。HD 95086 b在天球上和母恆星距離623.9 ± 7.4毫角秒，方位角151.8 ± 0.8°。該行星目前只是初步被偵測到，目前仍需要更高的信噪比資料或使用不同的儀器觀測確認後才能真正證實其存在。
HD 95086 b的母恆星很可能是下半人馬－南十字恆星形成區域的成員星。母恆星HD 95086的質量是太陽的1.6倍，使其光譜為晚期A型星。
HD 95086 b是一顆軌道半徑極大的巨大行星，因此該行星可能在距離母恆星極近的地方形成，之後因為和其他環繞母恆星的天體重力交互作用而向外遷移。在岩屑盤中，這些天體可能是其他行星或微行星。相關散射機制已在過密流體單元的狀況，例如擁有行星的原行星盤中被確認。行星盤內的散射機制也許可以解釋軌道半徑極大的大質量行星形成原因。

## 外部連結
- The Extrasolar Planet Encyclopaedia — HD 95086 b（页面存档备份，存于）
- Lightest Exoplanet Imaged So Far?（页面存档备份，存于）